# Mikoyan MiG-AT
El Mikoyan MiG-AT fue un avión de entrenamiento avanzado propulsado por un motor a reacción fabricado en Rusia por la compañía Mikoyan. Realizó su primer vuelo en 1996, estando pensado como posible reemplazo para los Aero L-29 y L-39 de la Fuerza Aérea Rusa.

## Historia
A comienzos de los años 1990, el gobierno soviético realizó un pedido a la industria aeronáutica para desarrollar una aeronave que reemplazase a los aviones de entrenamiento Aero L-29 Delfín y Aero L-39 Albatros. Se presentaron cinco propuestas a este proyecto, entre las cuales estaban el Sukhoi S-54, el Myasischev M-200, el Mikoyan MiG-AT, y el Yakovlev Yak-130. En 1991, se realizó una primera criba, quedando como finalistas los modelos MiG-AT y Yak-130.
El 10 de abril de 2002, se anunció que el Yak-130 había sido seleccionado como el ganador de la puja para el avión de entrenamiento, venciendo sobre la propuesta del MiG-AT.

## Diseño y desarrollo
Avión de entrenamiento de pilotos, ligero y bimotor, de diseño biplaza, las toberas de ingreso de aire a los motores, están junto a la cabina de mando y en la base de las alas principales.

## Especificaciones (MiG-AT)
Referencia datos: Jane's All The World's Aircraft 2003–2004

### Características generales
- Tripulación: 2 (estudiante e instructor)
- Longitud: 12,01 m
- Envergadura: 10,16  m
- Altura: 4,42  m
- Superficie alar: 17,67 m²
- Peso vacío: 4.610 kg
- Peso máximo al despegue: 7.800 kg
- Planta motriz: 2× turbofán SNECMA Larzac 04-R-20.
  - Empuje normal: de empuje cada uno.

### Rendimiento
- Velocidad máxima operativa (Vno): 1000 km/h (621 MPH; 540 kt)
- Alcance: 2000 km (1080 nmi; 1243 mi)
- Techo de vuelo: 14 000 m (45 932 ft)

### Aeronaves similares
- Hongdu JL-8
- Aero L-159
- CASA C-101 Aviojet
- AMX International AMX
- Aermacchi MB-339
- Kawasaki T-4
- PZL I-22 Iryda
- IAR 99
- Dassault-Breguet/Dornier Alpha Jet
- FMA IA 63 Pampa
- BAE Hawk
- Soko G-4 Super Galeb